# 戸部真澄
戸部 真澄（とべ ますみ、1975年 - ）は、日本の法学者。専門は環境法、行政法。慶應義塾大学法学部法律学科教授。

## 人物・経歴
千葉県柏市出身。1998年早稲田大学法学部卒業。2000年同大学院修士課程修了。2003年一橋大学大学院法学研究科博士後期課程修了、博士（法学）。
山形大学人文学部総合政策科学科講師を経て、2006年名古屋大学大学院環境学研究科社会環境学専攻社会環境規範論准教授。2008年立命館大学大学院法務研究科准教授。
大阪経済大学経済学部教授を経て、2022年慶應義塾大学法学部法律学科教授。専門は環境法、行政法で、厚生労働省厚生科学審議会感染症部会委員なども務めた。

## 著書
- 『不確実性の法的制御 : ドイツ環境行政法からの示唆』信山社 2009年